# Fiji Water
Fiji Water (en español Agua Fiji) es una empresa con lugar en Estados Unidos y una marca de agua embotellada derivada y enviada de las islas Fiyi. Está disponible en botellas de 330ml, 500ml, 1 litro y 1.5 litros. De acuerdo a la información de mercadotecnia, el agua proviene de un pozo artesiano en el Valle de Yaqara en Viti Levu.

## Historia
Fiji Water comenzó en 1996, su creador fue David Gilmour, quien es socio en Clairtone Sound Corporation Limited. La acaudalada pareja de la industria de la agricultura —Stewart y Lynda Rae Resnick— (socios de Teleflora, POM Wonderful, Suterra, y Paramount Agribusiness) son los actuales dueños.
A finales de 2010 Fiji Water adquirió JUSTIN Vineyards & Winery en el Paso Robles, California, en un esfuerzo por difundir su marca sobre una amplia variedad de productos. Es conocido por la producción —estilo California— de vinos de Burdeos y Syrah alrededor del mundo.
En diciembre de 2010, la planta de Fiji Water tenía 400 empleados. Fiji Water ha establecido una fundación para proporcionar filtros de agua a las comunidades de Fiyi, muchos de los cuales no tienen acceso al agua potable.